# Ustroń
Ustroń (în limba cehă: Ustroň) este un oraș în Polonia.